# І-320
І-320 — проєкт і літак-прототип дальнього всепогодного винищувача-перехоплювача ППО, розроблений та побудований ОКБ МіГ наприкінці 1940-х років.

## Концепція
Наприкінці 1940-х років у СРСР почалася розробка дальнього перехоплювача, здатного вести повітряний бій з літаками противника при будь-яких метеорологічних умовах та в будь-який час доби, на максимально можливій дальності. В цьому напрямку працювало одразу кілька конструкторських бюро. ОКБ Сухого розробило Су-15 (перший з таким позначенням), ОКБ Лавочкіна — Ла-200, а в ОКБ Алексєєва, на базі винищувача-бомбардувальника І-211 був створений перехоплювач І-215. Своєю чергою Мікоян запропонував, а потім побудував І-320. Це був другий літак з таким позначенням, першим була модифікація МіГ-9 — І-320ФН. Останнім розроблення розпочало ОКБ Яковлєва, причому саме перехоплювач Як-25 врешті був прийнятий на озброєння.

## І-320-1 (виріб Р-1)
При розробці І-320 за основу взяли конструкцію винищувача МіГ-15, але через те, що новий літак був значно більший — на ньому мало було встановлено два двигуни і РЛС, а кабіна пілотів бути двомісною, літак був істотно допрацьований.
Другий турбореактивний двигун РД-45Ф через великі поперечні габарити було неможливо розмістити у фюзеляжі поруч з першим, тому була використана оригінальна схема компоновки аналогічна Ла-200 і Су-15 — двигуни були розташовані тандемом — другий РД-45Ф розмістили в своєрідному редані, а сопло вивели під фюзеляж. Канал повітрозабірника розділили на три частини, перша з яких вела до переднього двигуна, а дві інших — до хвостового.
Винищувач був оснащений РЛС «Торій-А», розташованою в обтічнику у верхній частині повітрозабірника. Місця оператора РЛС і пілота були розташовані поруч в широкому ліхтарі з бронесклом завтовшки 105 мм з електрообігрівом. Кабіна була обладнана двома індикаторами РЛС і подвійним керуванням, завдяки чому обидва члени екіпажу могли виконувати обов'язки напарника. Киснева система була індивідуальна для кожного льотчика, із загальним запасом в шість літрів.
З огляду на те, що дальній перехоплювач призначався для дій проти бомбардувальників, озброєння І-320 було суто потужним. Воно складалося з двох авіаційних гармат Н-37 калібру 37-мм з боків та внизу носової частини фюзеляжу із загальним боєзапасом в 120 снарядів.
У двох фюзеляжних паливних баках вміщалося 3300 літрів гасу. Задній бак мав спеціальний 45 літровий відсік для живлення двигуна в перевернутому польоті. Подібна система була випробувана на МіГ-15С і впроваджена на серійних МіГ-15. Крім внутрішнього запасу палива, І-320 міг нести два підвісних 750-літрових паливних баки.
Крило стрілоподібністю 35° мало ковзаючі закрилки профілю ЦАГІ, елерони і пару аеродинамічних гребенів. Стрілоподібність стабілізатора дорівнювала 40°, а кіля 59°27'.
Дослідний літак «Р-1» був добудований у квітні 1949 року, після чого почалися заводські випробування. 16 квітня льотчики-випробувачі Амет-Хан Султан і Я. І. Верников здійснили перший політ на новому літаку. Заводські випробування були завершені 18 січня 1950 року. Під час державних випробувань, в чотирнадцяти польотах випробовували РЛС «Торій-А», з них дев'ять польотів були виконані на перехоплення літаків Лі-2, Ту-2, Ту-4 і B-17.
В цілому І-320 проявив хороші льотні якості і був простий в управлінні, але держвипробувань все ж не витримав через поперечну нестійкість на швидкостях у 0,89-0,90 Махи і завалювання на швидкостях 930–940 км/год.

## І-320-2 (виріб Р-2)
У листопаді 1949 року було завершено другий прототип І-320 — Р-2, його головною відмінністю від попередника були двигуни ВК-1 замість РД-45Ф. Крім нової силової установки, на Р-2 був покращений огляд, удосконалено механізм скидання ліхтаря в повітрі, встановлені антиобморожувачі крила та оперення, введений електрообігрів каналів повітрозабірника. Озброєння було посилено шляхом установки ще однієї гармати Н-37 (боєзапас відповідно збільшений на 60 снарядів). Спочатку виріб Р-2, як і Р-1 був оснащений РЛС «Торій-А», але в ході випробувань на винищувачі була встановлена РЛС «Коршун».
Випробування Р-2 розпочалися в грудні 1949 року, що але були перервані 13 березня 1950 через льотну аварію. Причиною аварії став снаряд, що розірвався в гарматі, і який серйозно пошкодив носову частину літака. Під час ремонту в конструкцію літака було внесено кілька змін, після чого він отримав позначення «виріб Р-3».

## І-320-3 (виріб Р-3)
В конструкцію Р-3 було внесено кілька змін: зменшена поперечна стрілоподібність крила, збільшена довжина інтерцепторів, встановлений автомат відкриття аеродинамічних гальм, а також додаткові аеродинамічні гребіні на кожну консоль. Перший після ремонту політ літака відбувся 31 березня 1950 року. Держвипробування, перервані аварією, були відновлені 13 квітня, а припинені 23 квітня. Всього за час державних випробувань на виробі Р-2/Р-3 було виконано 60 польотів загальною тривалістю 45 годин 55 хвилин.
Етапу держвипробувань І-320 так і не подолав. Першим дальнім або баражуючим реактивним перехоплювачем Радянського Союзу став винищувач Яковлєва Як-25. Самі прототипи після завершення державних випробувань деякий час використовувалися для відпрацювання різних авіаційних систем, зокрема влітку 1950 року на Р-1 та Р-3 були випробувані системи сліпої посадки «Материк» та «Магній-М».